# Silent Night, Deadly Night
Silent Night, Deadly Night (Conocida en México como Noche de Paz, Noche de Muerte y en España como Noche Silenciosa, Noche de Muerte) es una película de terror de 1984 dirigida por Charles E. Sellier Jr.. Protagonizada por Lilyan Chauvin, Gilmer McCormick, Toni Nero, Robert Brian Wilson, Britt Leach, Nancy Borgenicht, H.E.D. Redford, Danny Wagner, Linnea Quigley, Leo Geter y Randy Stumpf.

## Argumento
En la Nochebuena de 1971, Billy Chapman junto con sus padres y su hermano menor Ricky van a visitar a su abuelo, el cual asusta a Billy diciéndole que Santa Claus castiga a las personas malas, lo que ocasiona que Billy tenga miedo a Santa Claus. De regreso a casa, los Chapman encuentran en la carretera a un sujeto vestido de Santa Claus, el cual mata a los padres de Billy, ocasionando que su temor se incremente aun más. Billy y su hermano son llevados al orfanato Santa María, donde la exigente Madre Superiora (Lilyan Chauvin) siempre golpea a Billy y le dice que el castigo es bueno y que la gente mala debe ser castigada. Al cumplir 18 años Billy (Robert Brian Wilson) comienza a trabajar en una tienda de juguetes y en la Nochebuena su jefe lo viste como Santa Claus. Billy decide "castigar a la gente mala" y con un hacha va asesinando a quienes él cree malos. Durante la noche varias personas son asesinadas por Billy, y a la mañana siguiente Billy se dirige hacia el orfanato dispuesto a asesinar a la Madre Superiora, aunque no logra hacerlo ya que es asesinado a balazos por el jefe de la policía. Ricky, quien sigue viviendo en el orfanato, observa el cuerpo de su hermano y jura venganza.

## Reparto
- Lilyan Chauvin	     ... 	Madre Superiora
- Gilmer McCormick       ... 	Hermana Margaret
- Toni Nero	             ... 	Pamela
- Robert Brian Wilson    ... 	Billy Chapman (18 años)
- Britt Leach	     ... 	Ira Sims
- Nancy Borgenicht	     ... 	Sra. Randall
- H.E.D. Redford	     ... 	Capitán Richards
- Danny Wagner	     ... 	Billy Chapman (8 años)
- Linnea Quigley	     ... 	Denise
- Leo Geter	             ... 	Tommy
- Randy Stumpf	     ... 	Andy
- Will Hare	             ... 	Abuelo Chapman
- Tara Buckman	     ... 	Ellie Chapman
- Geoff Hansen	     ... 	Jim Chapman
- Charles Dierkop	     ... 	Santa asesino
- Eric Hart	             ... 	Sr. Levitt
- Jonathan Best	     ... 	Billy Chapman (5 años)
- Alex Burton	     ... 	Ricky Chapman (14 años)
- Max Broadhead	     ... 	Ricky Chapman (4 años)
- Melissa Best	     ... 	Bebé Ricky Chapman

## Controversia
Silent Night, Deadly Night fue una de las películas más controvertidas de la década de los ochenta ya que el asesino se vestía de Santa Claus. Durante su exhibición, era común ver gente protestando en la puerta de los cines, disgustados por el hecho de que se hubiera convertido a un personaje clásico y familiar en la representación de un asesino.

## Secuelas
- Silent Night, Deadly Night 2 (1987)
- Silent Night, Deadly Night 3 (1989)
- Silent Night, Deadly Night 4: Initiation (1990)
- Silent Night, Deadly Night 5: The Toy Maker (1991)
- Silent Night (remake) (2012)